# İzzet İnce
İzzet İnce (* 28. Juni 1981 in Kütahya) ist ein ehemaliger türkischer Gewichtheber.

## Karriere
İnce erreichte bei den Europameisterschaften 2003 in der Klasse bis 85 kg den vierten Platz im Zweikampf und gewann Bronze im Reißen. 2004 gewann er bei den Europameisterschaften die Goldmedaille. Im selben Jahr nahm er an den Olympischen Spielen in Athen teil, wo ihm allerdings kein gültiger Versuch gelang. Bei den Europameisterschaften 2005 gewann er Bronze im Stoßen. 2007 konnte İnce bei den Europameisterschaften Gold im Reißen sowie Silber im Zweikampf und im Stoßen gewinnen. Bei den Weltmeisterschaften im selben Jahr wurde er Elfter.
Bei den Europameisterschaften 2008 gewann er im Reißen die Bronzemedaille. Außerdem nahm er in Peking an seinen zweiten Olympischen Spielen teil, bei denen er sich jedoch beim Stoßen verletzte. Bei den Mittelmeerspielen 2009 gewann er die Goldmedaille. 2010 gewann İnce bei den Europameisterschaften Silber im Reißen. 2011 wurde er allerdings bei einer Trainingskontrolle positiv auf Metandienon getestet und für zwei Jahre gesperrt.